# Pretty Fly (for a White Guy)
Pretty Fly (for a White Guy) è un singolo del gruppo punk Offspring, pubblicato nell'album del 1998, Americana. Negli Stati Uniti ha raggiunto la 3ª posizione nella Alternative Airplay, mentre in altri paesi (Norvegia, Australia, Svezia, Belgio, Paesi Bassi) ha raggiunto la prima posizione. Si è classificata sedicesima nei 100 migliori singoli della storia (100 Greatest Singles of All Time) secondo Kerrang!.
La canzone campiona una parte della canzone Rock of Ages dei Def Leppard: la frase senza senso in tedesco Gunter glieben glauchen globen, che, in Rock of Ages, sostituiva il classico "one, two, three, four" per indicare l'inizio della registrazione.

## Significato
Pretty Fly (for a White Guy) narra delle persone che cercano di fingere di essere qualcuno che in realtà non sono, solo per fare "i fighi" davanti alle ragazze. Sia la canzone che il video prendono in giro i fan della musica hip hop, giunta all'apice della popolarità alla fine degli anni novanta.

## Video
Nel video il wigger (una persona immersa nella cultura hip hop, non perché la ama o la capisce, ma perché è "di moda" e consente, secondo il wigger, di conquistare le donne), impersonato dall'attore di origine israeliana Guy Cohen, guida in città con la sua automobile ribassata e ostenta spavalderia davanti alle persone che incontra utilizzando il sistema idraulico della vettura.
È ironico il fatto che il personaggio se la creda, tanto da arrivare ad interrompere una competizione di break dance risultando poco capace, così com'è ironico che i ragazzi se la prendano dandogli peso. Viene poi sollevato e lanciato dentro ad una piscina, dove è tuttavia soddisfatto di poter guardare delle ragazze sul bordo che stanno facendo un balletto. Alla fine del video il wigger spaventa senza farlo apposta una bambina vestita con un tutù da ballerina rosa.
È stato nominato agli MTV Video Music Awards 1999 come miglior video rock.

## Tracce

### 1^ Versione[27]
1. Pretty Fly (for a White Guy) - 3:09
2. Pretty Fly (for a White Guy) - 3:03 (The Geek Mix)
3. No Brakes - 2:02

### 2^ Versione[27]
1. Pretty Fly (for a White Guy)
2. Pretty Fly (for a White Guy) (Baka Boys Remix)
3. No Brakes

### 3^ Versione[27]
1. Pretty Fly (for a White Guy)
2. Pretty Fly (for a White Guy) (The Geek Mix)
3. Pretty Fly (for a White Guy) (Baka Boys low rider remix)
4. All I Want - 2:02

### 4^ Versione[1][28]
1. Pretty Fly (for a White Guy) - 3:11 (Album Version)
2. Pretty Fly (for a White Guy) - 0:10 (Callout Hook #1)
3. Pretty Fly (for a White Guy) - 0:05 (Callout Hook #2)

## Formazione
- Dexter Holland - voce e chitarra
- Noodles - chitarra e voce d'accompagnamento
- Greg K - basso e voce d'accompagnamento
- Chris "X-13" Higgins - voce d'accompagnamento, percussioni e maracas
- Ron Welty - batteria

## Classifiche

### Classifiche settimanali
| Classifica (1998/99)          | Posizione massima |
| ----------------------------- | ----------------- |
| Australia                     | 1                 |
| Austria                       | 2                 |
| Belgio (Fiandre)              | 1                 |
| Belgio (Vallonia)             | 3                 |
| Canada                        | 9                 |
| Danimarca                     | 2                 |
| Europa                        | 2                 |
| Finlandia                     | 1                 |
| Francia                       | 10                |
| Germania                      | 2                 |
| Giappone                      | 1                 |
| Irlanda                       | 1                 |
| Italia                        | 1                 |
| Norvegia                      | 1                 |
| Paesi Bassi                   | 1                 |
| Polonia                       | 3                 |
| Regno Unito                   | 1                 |
| Stati Uniti                   | 53                |
| Stati Uniti (alternative)     | 3                 |
| Stati Uniti (mainstream rock) | 5                 |
| Stati Uniti (pop)             | 13                |
| Stati Uniti (radio)           | 43                |
| Stati Uniti (rhythmic)        | 31                |
| Svezia                        | 1                 |
| Svizzera                      | 4                 |

### Classifiche di fine anno
| Classifica (1999) | Posizione |
| ----------------- | --------- |
| Australia         | 5         |
| Austria           | 10        |
| Belgio (Fiandre)  | 8         |
| Belgio (Vallonia) | 31        |
| Francia           | 47        |
| Germania          | 18        |
| Giappone          | 3         |
| Italia            | 9         |
| Paesi Bassi       | 10        |
| Svezia            | 5         |
| Svizzera          | 16        |

## Pretty Fly (for a White Guy)nella cultura di massa
- È presente come canzone scaricabile nelle versioni PlayStation 3 e Xbox 360 del videogioco Rock Band[48][49].
- È stata riadattata per essere suonata dalle Marching band Americane[50].
- È presente nella colonna sonora del film American School[51].
- È presente nel videogioco Guitar Hero: Van Halen[52].
- È stata fatta una parodia della canzone da parte di "Weird Al" Yankovic, Pretty Fly for a Rabbi[53].
- Il titolo della canzone appare in una stanza segreta del gioco Unreal Tournament[54].